# Anna Boleyn
Anna Boleyn (ur. ok. 1501, zm. 19 maja 1536 w Londynie) – córka Tomasza Boleyna i Elżbiety Howard, druga żona króla Henryka VIII Tudora, koronowana w 1533 na królową Anglii i Irlandii, matka Elżbiety I Tudor.

## Dzieciństwo i młodość

### Data urodzenia

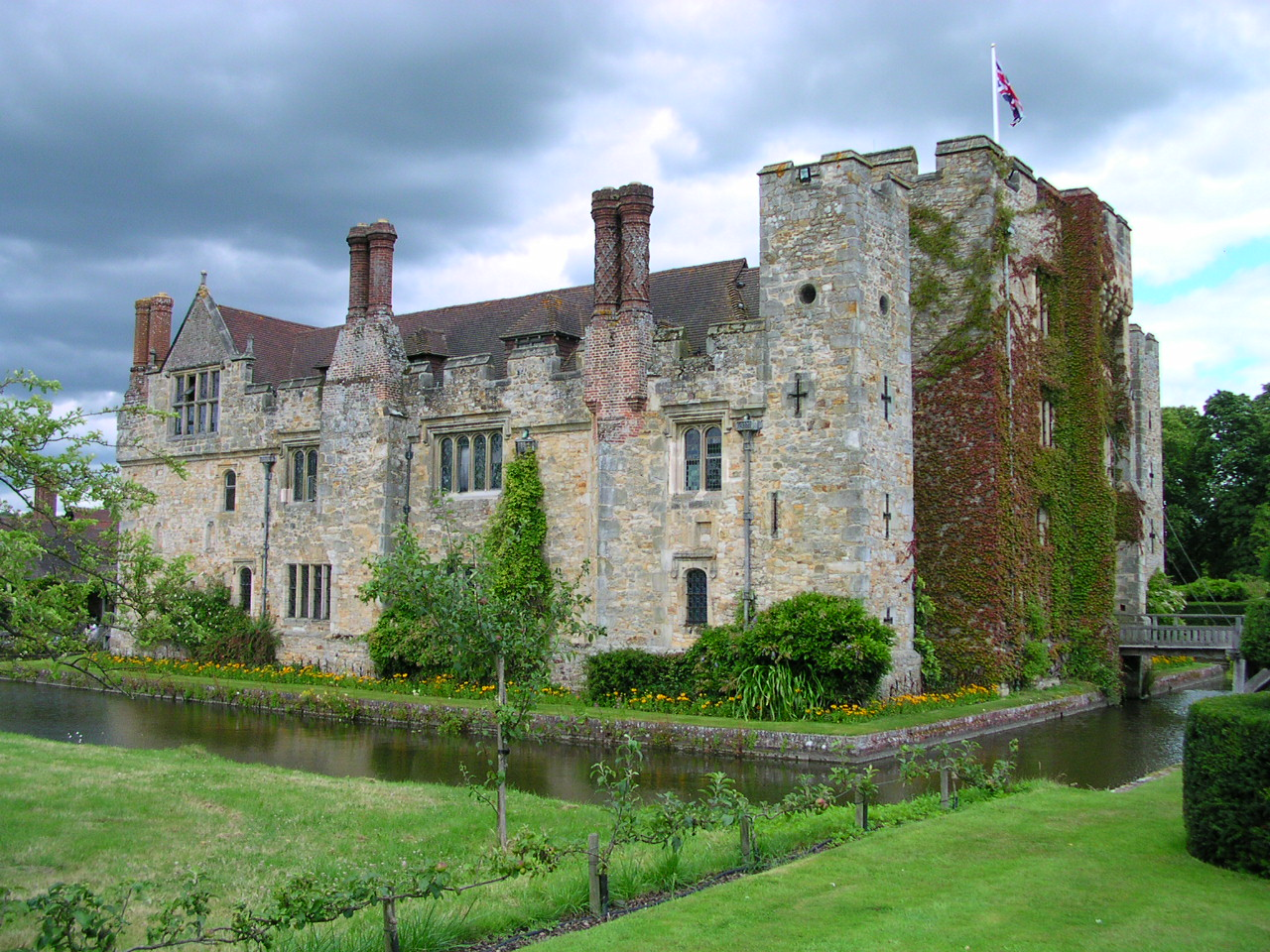
Hever Castle rodzinna posiadłość rodziny Boleynów

Historycy przyjmują dwie prawdopodobne daty narodzin Anny Boleyn: 1501 lub 1507.

### Pochodzenie
Najwcześniejszym wzmiankowanym przodkiem Boleynów był Geoffrey Boleyn, kupiec pochodzący z rodziny dzierżawców z Salle, który rozpoczynał swoją karierę jako czapnik, dochodząc do godności lorda majora Londynu. Pod koniec życia zakupił dworek Blickling Hall, jak również posiadłość w Hever. Tomasz Boleyn, ojciec Anny i wnuk Geoffreya Boleyna, był znającym wiele języków obcych szanowanym dyplomatą, wysyłanym przez króla Henryka VIII na misje dyplomatyczne. W czasie trwania związku Henryka z Anną był faworytem królewskim obdarzonym przez niego tytułami hrabiego Wiltshire i hrabiego Ormonde. Matka Anny Boleyn, Elżbieta Howard, była córką Tomasza Howarda, 2. księcia Norfolk.

### Edukacja
Anna wychowywała się w zamku Hever w hrabstwie Kent wraz ze swoim rodzeństwem Marią Boleyn i Jerzym Boleynem. Otrzymała edukację typową dla kobiety z jej klasy. Nauczono ją arytmetyki, czytania, pisania i gramatyki, także historii i genealogii rodu. W zakres wychowania przyszłej damy wchodziły także gospodarskie umiejętności, takie jak zarządzanie gospodarstwem domowym, dobre maniery, taniec, muzyka, śpiew, wyszywanie i szycie. Nauczyła się też popularnych wówczas gier: karty, szachy i kości, oraz łucznictwa, jeździectwa i polowania (również sokolnictwa).

### Służba dworska
Powszechnie przyjmuje się, że Anna Boleyn spędziła dzieciństwo na dworze Małgorzaty, księżnej Sabaudii i namiestniczki Niderlandów. Teoria historyka sztuki Hugh Pageta, opublikowana w latach 80. XX w., opiera się przede wszystkim na nowej interpretacji zachowanych listów księżnej Małgorzaty oraz samej Anny Boleyn do Tomasza Boleyna. List księżnej z podziękowaniem za sprowadzenie nieokreślonej dziewczynki o nienagannych manierach, nie posiada daty i nie odnosi się do Anny Boleyn ani jej ojca z imienia bądź nazwiska, jednak uznaje się, że został skierowany do Tomasza Boleyna i dotyczy przysłania na dwór księżnej Małgorzaty córki ambasadora jako nowej panny dworskiej. List, który Anna napisała do ojca, nie zawiera informacji na temat życia na dworze, ale odnosi się do postępów, jakie poczyniła ona w nauce języka francuskiego. Hugh Paget uznał, że wielokrotnie interpretowany dopisek Bone grace et scripte a Uevre/Veure oznacza Bone grace et scripte a La Vure i jest dowodem na przebywanie Anny w Tervuren nieopodal Brukseli. Krytyka teorii o pobycie Anny w Niderlandach podnosi fakt, że imię Anny nie pojawia się w rejestrach dworu księżnej Małgorzaty ani rachunkach dworskich. Sama Anna nie była związana z ziemiami, z których pochodziły autentyczne panny dworskie córki cesarza. Ojciec Anny, który był ambasadorem króla Anglii i przedstawicielem rodu o korzeniach kupieckich, mimo że nawiązał bardzo dobry kontakt z księżną Małgorzatą, nie mógł zapewnić córce posady na jej dworze, ponieważ nie było takiego zwyczaju, aby córki ambasadorów służyły na zagranicznych dworach.
W 1514 jako dwórka Marii Tudor, siostry Henryka VIII, wyjechała wraz ze swoją siostrą Marią do Francji, gdzie w październiku 1514 Maria Tudor poślubiła króla Ludwika XII. Zaledwie trzy miesiące po zawarciu małżeństwa Ludwik XII zmarł. Maria Tudor powróciła do Anglii, natomiast Anna z siostrą pozostały na dworze francuskim, jako damy dworu 15-letniej wówczas królowej Klaudii, żony króla Franciszka I. Były tam przez siedem lat i odebrały staranne wykształcenie. Anna pogłębiła swoją znajomość francuskiego, interesowała się modą i kwestiami religijnymi. Poznała dokładnie obyczaje i kulturę francuską. W 1521 Anna została odwołana do Anglii. W styczniu 1522 wypłynęła z Calais i wróciła do ojczyzny, gdzie po jakimś czasie została damą dworu królowej Katarzyny Aragońskiej.

### Początki na dworze angielskim

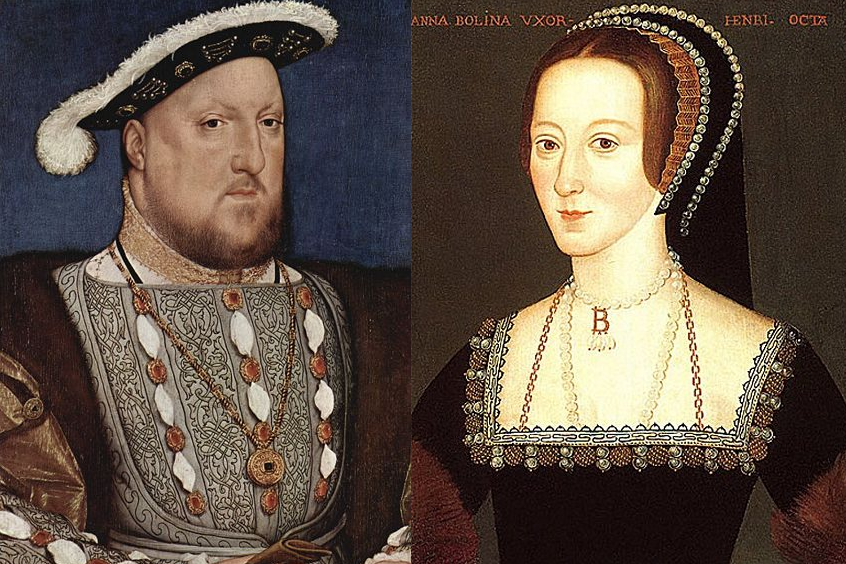
Henryk VIII Tudor i Anna Boleyn

Anna została wezwana do Anglii, by poślubić irlandzkiego kuzyna Jamesa Butlera, starszego od niej kilkanaście lat. James był na dworze starając się o tytuł i posiadłości markiza Ormondu. Siódmy earl Ormondu zmarł w 1515, pozostawiając dwie córki Margaret Boleyn i Annę St Leger jako współdziedziczki. Tymczasem w Irlandii potomek trzeciego earla Sir Piers Butler podważył prawa córek i domagał się tytułu dla siebie. Był panem rodowej posiadłości earlów, zamku w Kilkenny. Tomasz Boleyn jako syn Margaret Boleyn uważał, że tytuł należał do niego, więc odwołał się do szwagra Tomasza Howarda trzeciego księcia Norfolk, który przedstawił sprawę Henrykowi. Henryk, obawiając się, by sprawa sporu o tytuł nie stała się przyczyną niepokojów w Irlandii, polecił rozwiązać ją poprzez małżeństwo syna Piersa Butlera i córki Tomasza Boleyna. Plan zakończył się niepowodzeniem, być może dlatego, że Tomasz liczył na bardziej obiecujące małżeństwo Anny lub sam był zainteresowany przejęciem tytułu. James Butler ożenił się później z Joan Fitzgerald, córką i dziedziczką Jamesa FitzGeralda, dziesiątego earla Desmond.
Siostra Anny, Maria, została odwołana z dworu francuskiego wcześniej, w 1519, z powodu zachowania. W lutym 1520 w Greenwich, w obecności Henryka VIII poślubiła drobnego szlachcica Williama Careya i wkrótce potem stała się królewską kochanką. Była nią w latach 1522–1526, istnieją nawet przypuszczenia, że dwoje z jej dzieci – Katarzyna, urodzona w 1524, i Henryk, urodzony w 1526 – to dzieci Henryka VIII, ale żadnego z nich nie uznał, jak zrobił to z synem Elizabeth Blount, Henrym FitzRoyem.
Na dworze Anna zadebiutowała 4 marca 1522 podczas przedstawienia na cześć ambasadorów cesarza, grając rolę Wytrwałości. Wzięła udział w skomplikowanym tańcu razem z Marią Tudor, swoją siostrą i innymi damami dworu. Wszystkie były ubrane w białe suknie wyszywane złotem. Szybko została zauważona na dworze i zdobyła sobie pozycję damy wytyczającej trendy w modzie i otoczonej adoratorami. Należał do nich między innymi Henryk Percy, syn hrabiego Northumberland, z którym była potajemnie zaręczona. Narzeczeństwo z Percym zostało zerwane z powodu woli jego ojca, który nie zaakceptował Anny. Anna jakiś czas spędziła w majątku rodziny, a po powrocie na dwór po raz kolejny została dwórką Katarzyny.
Jej bliskim przyjacielem był też jeden z najwybitniejszych poetów epoki Tudorów, Sir Thomas Wyatt. W 1520 poślubił Elizabeth Cobham, jak wiele przekazów wskazuje, nie był to jego wybór. W 1525 oskarżył ją o cudzołóstwo i resztę życia spędzili w separacji. W tym samym okresie jego relacje z Anną stały się bliższe i często towarzyszył jej, ciesząc się łaską króla. Wyatt towarzyszył Henrykowi i Annie podczas wyjazdu do Francji w 1532. Służył jej w czasie koronacji w czerwcu 1533.

## Unieważnienie małżeństwa z Katarzyną
Nie wiadomo, kiedy dokładnie Henryk VIII zwrócił uwagę na Annę Boleyn, ale z pewnością był już wtedy pewien, że nie doczeka się kolejnych dzieci z obecnego małżeństwa i przestał odwiedzać sypialnię królowej. W 1526 Henryk VIII zaproponował Annie tytuł maitresse en titre, czyli oficjalnej kochanki. Anna nie zgodziła się. Odmowa jeszcze bardziej zachęciła króla i jego uczucia względem Anny Boleyn zamieniły się z zauroczenia w prawdziwą obsesję. Od początku Anna Boleyn stawiała sprawę jasno - jedyną rolą, jaką mogła zaakceptować, była pozycja jego żony i królowej. W przeciągu roku król Henryk VIII obiecał Annie rozwód z Katarzyną Aragońską i małżeństwo. Na decyzję Henryka na pewno wpływ miał fakt, że z małżeństwa z Katarzyną Aragońską nie miał syna, dziedzica angielskiego tronu. Katarzyna Aragońska była w ciąży sześć razy, jednak tylko jedno dziecko przeżyło: księżniczka Maria Tudor. Nowa miłość była szansą na męskiego potomka, zapewnienie trwałości dynastii i zabezpieczeniem przed kolejną wojną domową. Henryka VIII zaczęło dręczyć przekonanie, że jego małżeństwo jest przeklęte, ponieważ poślubił wdowę po zmarłym bracie Arturze i dlatego nie doczeka się syna. Stało się to oficjalnym powodem unieważnienia małżeństwa. Była to tak zwana wielka sprawa Henryka VIII, często błędnie przedstawiana jako rozwód. Rozwód, nawet po ustaniu współżycia i za zgodą obu stron, był wówczas niemożliwy. Jedyną drogą, która mogła doprowadzić do kolejnego legalnego małżeństwa, było uznanie dotychczasowego za nieważne, a ściśle rzecz biorąc, autorytatywne uznanie jego nieważności od samego początku. Dlatego Henryk posłużył się zapisem prawa kanonicznego. Być może rozważał to rozwiązanie wcześniej, ale nowa obsesja stała się niezwykle silną motywacją do przeprowadzenia „wielkiej sprawy” wbrew wszelkim przeszkodom. Ponieważ małżeństwo z Katarzyną było możliwe dzięki dyspensie udzielonej przez papieża, Henryk uznał, że jego unieważnienie może nastąpić dzięki podważeniu prawa papieża do wydania takiej dyspensy, co ostatecznie doprowadziło go do stanowiska, że żaden człowiek, nawet papież, nie może zmienić reguły, którą stanowi Biblia.
Na początku Henryk pragnął trzymać Annę Boleyn z daleka od „wielkiej sprawy”. Wkrótce stało się jednak jasne, że jest ona bezpośrednią przyczyną starań Henryka. W grudniu 1527 Anna Boleyn na stałe zamieszkała na królewskim dworze, gdzie cieszyła się wieloma przywilejami zarezerwowanymi dla królowej Anglii. W 1528 Anglię ogarnęła epidemia. Dwór w Londynie został rozproszony; Henryk opuścił stolicę i często zmieniał siedzibę. Anna wyjechała do rodzinnej posiadłości w Hever i zachorowała, jej szwagier William Carey umarł. Henryk wysłał do niej własnych lekarzy i wkrótce powróciła do zdrowia. Henryk uznał, że powinien zwrócić się o anulowanie małżeństwa bezpośrednio do papieża, bez pośrednictwa Wolseya, któremu nic nie mówił o swoich planach. W 1527 wysłał swojego sekretarza, Williama Knighta, z prośbą o anulowanie małżeństwa z powodu bezpodstawności dyspensy papieskiej, która je umożliwiła. Henryk domagał się także dyspensy pozwalającej mu ożenić się z każdą kobietą, niezależnie od stopnia i legalnego statusu pokrewieństwa, co w oczywisty sposób odnosiło się do Anny Boleyn. Ponieważ papież Klemens VII po upadku Rzymu był więźniem cesarza i siostrzeńca Katarzyny Karola V, Knight wrócił z niczym, choć zdołał dotrzeć do papieża. W tej sytuacji Henryk powierzył to zadanie kardynałowi Wolseyowi. Ze względu jednak na panującą wówczas sytuację polityczną i postawę królowej Katarzyny, która twierdziła, że jej małżeństwo z Arturem Tudorem nie zostało skonsumowane, procedura opóźniała się. W czerwcu 1528 papież Klemens VII zadecydował, że w Anglii odbędzie się specjalny sąd kościelny, a jego legatami będą kardynał Wolsey oraz kardynał Lorenzo Campeggio (który nie posiadał pełnomocnictwa do wydania decyzji). Sąd nie przyniósł rozstrzygnięcia, a papież zabronił Henrykowi VIII zawierania małżeństwa z Anną, dopóki nie zapadnie decyzja w Rzymie. Anna Boleyn, która nienawidziła Wolseya i chciała go zniszczyć, oraz jej zwolennicy przekonali króla Henryka VIII, że ogromną winę za to ponosi kardynał, który celowo opóźnia unieważnienie małżeństwa. W 1529 Wolsey został pozbawiony swojej władzy i wpływu na króla. Zmarł w drodze do więzienia, oskarżony o zdradę stanu 29 listopada 1530.
Gdy jasnym stało się, że papież Klemens VII nie pozwoli na uznanie małżeństwa za nieważne, Henryk VIII zaczął szukać innego rozwiązania. Rozwiązanie podsunął mu Thomas Cranmer, twierdząc, że papież może rozstrzygać w sprawach prawa kanonicznego, ale problem ważności małżeństwa z Katarzyną ma charakter biblijny i powinien zostać rozwiązany naukowo przez biblistów uniwersyteckich, których trzeba poprosić o ekspertyzy. Henryk był pod wpływem lektur podsuniętych mu przez Annę, jak np. książka reformatora Williama Tyndale'a pt. "The Obedience of a Christian Man", w której autor twierdził, iż władza spoczywa w rękach króla jako Bożego pomazańca, a nie w rękach papieża, a król jako przedstawiciel Boga na ziemi ma prawo podejmować każdą decyzję. Inną ważną książką była "Supplication for Beggars" Simona Fisha. Henryk VIII przyjął to z wielkim entuzjazmem i już w 1531 Katarzyna Aragońska została wydalona z dworu, a jej komnaty i miejsce na dworze zajęła Anna Boleyn.
Kiedy w 1532 zmarł arcybiskup Canterbury, William Warham, Henryk VIII mianował (z akceptacją papieża) na to stanowisko Thomasa Cranmera, który do tego czasu został kapłanem rodziny Boleynów. W tym samym roku Tomasz Cromwell przedstawił w Parlamencie dwie ważne ustawy: Supplication against the Ordinaries oraz Submission of the Clergy, które uznawały Henryka VIII za głowę Kościoła Anglii, co było aktem ostatecznego zerwania z Rzymem. Wówczas Tomasz More zrezygnował z urzędu kanclerza, który został powierzony Cromwellowi. Henryk VIII uznał, że jest wolny i może już bez żadnych przeszkód poślubić Annę Boleyn. 1 września 1532 Anna Boleyn została mianowana markizą Pembroke i w ten sposób stała się najważniejszą kobietą na dworze. Mogła przyjmować petycje, udzielać audiencji ambasadorom, miała wielki wpływ na Henryka, także w sferze politycznej. Działała na rzecz umocnienia sojuszu Anglii z Francją. 11 października 1532 Anna Boleyn i Henryk VIII wyruszyli do Calais na spotkanie z królem Francji Franciszkiem I. Wydarzenie to było przełomowe, bowiem Henryk VIII przedstawił po raz pierwszy oficjalnie Annę jako przyszłą żonę i królową. Choć król Francji prywatnie poparł starania Henryka o nowe małżeństwo i przyjął Annę na prywatnej audiencji, to wciąż był związany sojuszem z Rzymem i nie mógł uznać legalności postępowania Henryka VIII. Ojciec Anny otrzymał tytuł wicehrabiego Rochford i Para Wiltshire. Irlandzki kuzyn Anny dostał tytuł markiza Ormond. Na wspaniałym przyjęciu zorganizowanym z okazji otrzymania przez Tomasza tytułu Para, Anna miała pierwszeństwo przed księżnymi Norfolk i Suffolk, zajmując honorowe miejsce przy królu zarezerwowane dla królowej.

## Królowa Anglii

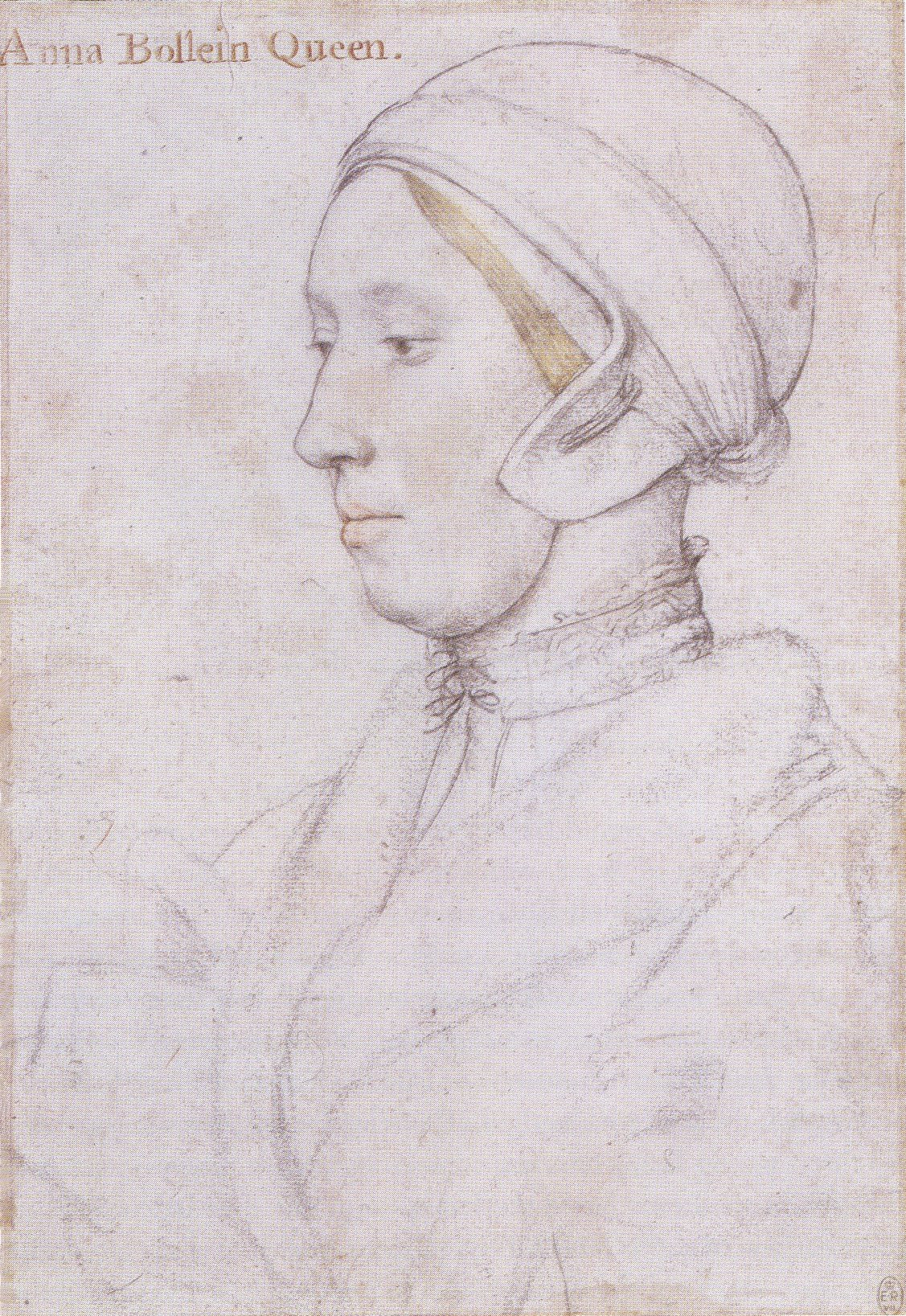
Anna Boleyn królowa Anglii

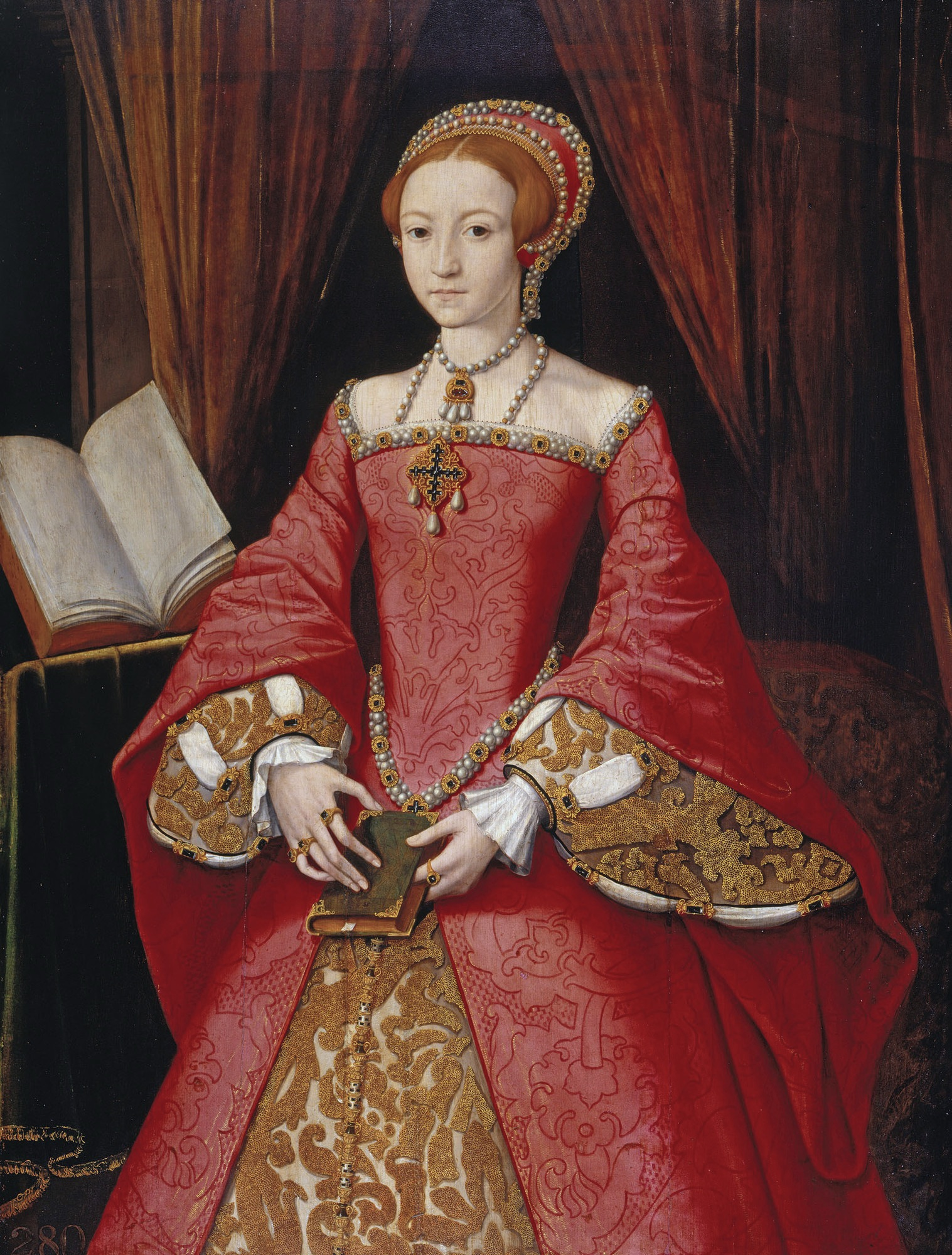
Księżniczka Elżbieta Tudor w wieku 13 lat, córka Anny Boleyn i Henryka VIII

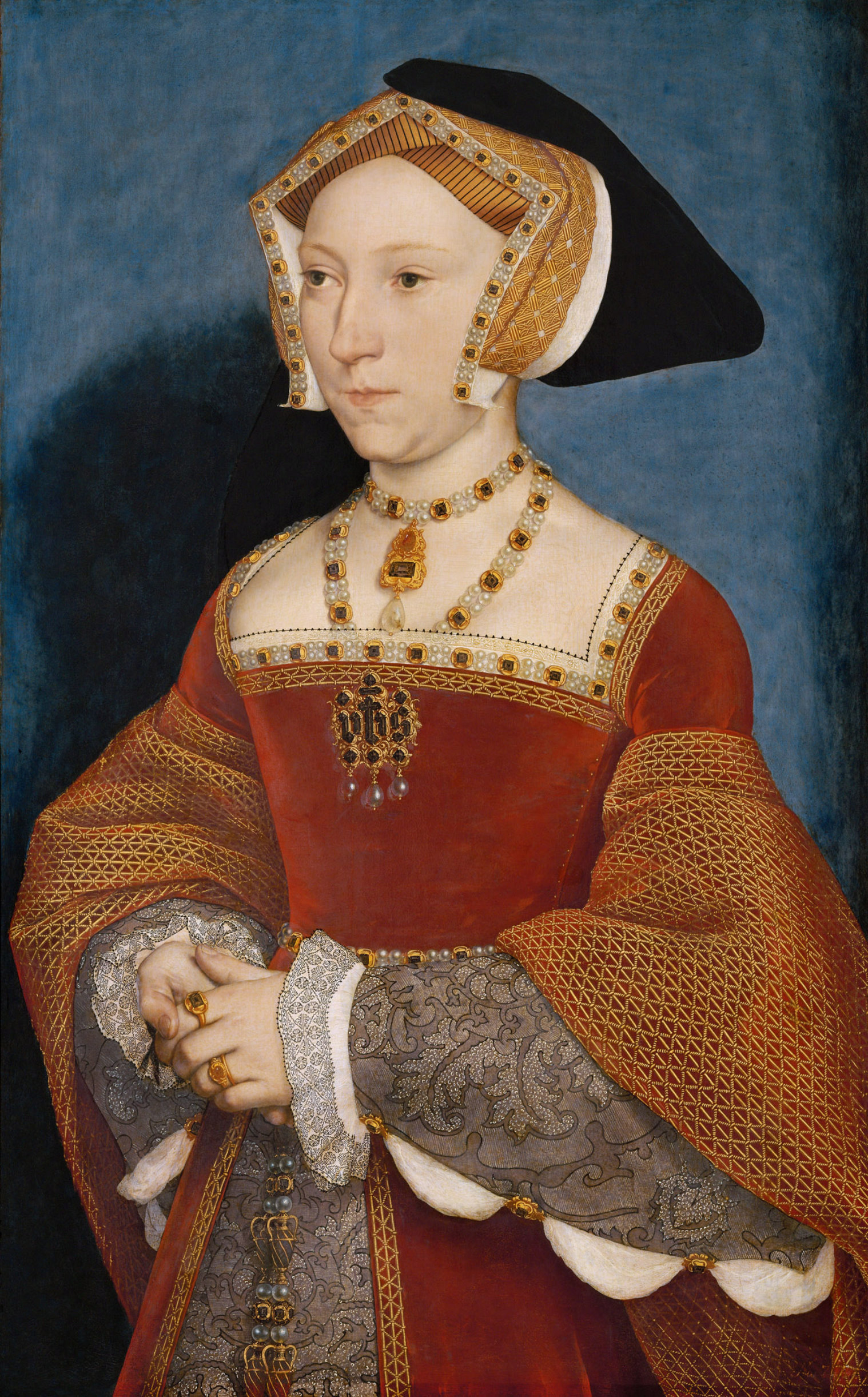
Jane Seymour

Powszechnie przyjmuje się, że Henryk i Anna nie współżyli ze sobą aż do czasu tuż przed ślubem, kiedy „wielka sprawa” była już rozstrzygnięta. Ślub Henryka VIII Tudora z Anną Boleyn odbył się w tajemnicy 25 stycznia 1533 w Londynie, wkrótce po powrocie z Dover. Anna była już wtedy w ciąży. 23 maja 1533 Tomasz Cranmer uznał poprzednie małżeństwo króla Henryka VIII (z Katarzyną Aragońską) za nieważne i niebyłe, a pięć dni później, 28 maja 1533, małżeństwo króla z Anną Boleyn za legalne i ważne. Obchody koronacyjne Anny były ogromnym wydarzeniem i trwały cztery dni. Henryk VIII pragnął, aby jego nowa żona została w pełni zaakceptowana przez angielskie społeczeństwo. 29 maja 1533 pięćdziesiąt wspaniale ozdobionych barek eskortowało Annę Boleyn zgodnie z tradycją z Greenwich do Tower of London. Gdy Anna przybyła do Tower, została przywitana salutami ognia. Wszyscy znajdujący się wewnątrz przywitali przyszłą królową oraz poprowadzili ją do króla Henryka. Anna i Henryk VIII, w specjalnie przygotowanych dla nich komnatach, spędzili w Tower dwa dni. 31 maja 1533 Anna Boleyn opuściła mury londyńskiej Tower, podróżując lektyką do pałacu Westminster. 1 czerwca 1533 udała się do opactwa westminsterskiego w towarzystwie najważniejszych osób w państwie. Jej przejazd nie zgromadził tłumów i nie było widać entuzjazmu. Błazen żartował, że londyńczycy mają brzydkie głowy, bo obawiają się zdjąć czapek. Tam została namaszczona i koronowana (koroną świętego Edwarda zastrzeżoną dla monarchów) przez arcybiskupa Tomasza Cranmera. Po koronacji i nabożeństwie odbył się wspaniały bankiet w Westminster Hall. Henryk VIII nie brał udziału w bankiecie, lecz przyglądał mu się ze specjalnie wybudowanej galerii w towarzystwie ambasadorów Wenecji i Francji. Według tradycji, panujący monarcha nie mógł uczestniczyć w koronacji małżonki, o ile nie odbywała się jednocześnie z jego własną. Była ostatnią królową Anglii koronowaną oddzielnie od męża. 2 czerwca 1533 odbywały się bale, bankiety i potyczki. Nie wiadomo dokładnie, ile kosztowała wystawna koronacja, ale ambasador Mediolanu szacował, że 46 tysięcy funtów. Nowa królowa miała dwór większy niż poprzednia. Do dyspozycji miała ponad 250 osób od osobistych księży do stajennych. Towarzyszyło jej ponad 60 dwórek. Miała kilkunastu osobistych księży, spowiedników i doradców duchowych. Jednym z nich był Matthew Parker, jeden z architektów anglikanizmu podczas panowania Elżbiety I.
Izba Gmin wydała zakaz odwoływania się do Rzymu i wprowadziła prawo praemunire, wyłączające legalność dokumentów papieskich na ziemi angielskiej. Papież tymczasem uznał działania Henryka za nielegalne i potwierdził legalność małżeństwa z Katarzyną, nakazując Henrykowi powrót do niej. Henryk wydał "First Succession Act", ostatecznie odrzucający autorytet papieski we wszelkich sprawach prawnych, uznający Annę za żonę Henryka i królową Anglii, a wszyscy poddani zostali zmuszeni do złożenia przysięgi, która go kończyła. Wśród tych, którzy odmówili złożenia jej, byli Tomasz More i biskup Rochester, John Fisher. Obaj zostali uwięzieni w Tower. Pod koniec 1534 Parlament zadeklarował, że Henryk jest głową Kościoła Anglii. 14 maja 1534 wydał pierwsze w królestwie przepisy ochraniające zwolenników Reformacji. Kościół Anglii był już całkowicie niezależny od Rzymu i Henryk sprawował nad nim kontrolę.
Kiedy emocje po wspaniałej koronacji opadły, Anna Boleyn zaczęła przygotowywać się do porodu. Według zwyczaju, na kilka tygodni przed spodziewanym rozwiązaniem królowa wycofywała się z dworskiego życia, zajmując specjalnie przygotowane dla niej komnaty w Greenwich Palace. Anna Boleyn zajęła swoje komnaty 26 sierpnia 1533. Wszyscy astrolodzy i medycy królewscy zapewniali, iż urodzi się syn. Na poród nie czekała długo, gdyż już 7 września 1533 na świat przyszła księżniczka Elżbieta. Henryk VIII nie krył rozczarowania, był bowiem przekonany, że urodzi się w końcu syn i następca tronu. W 1534 r. królowa Anna była ponownie w ciąży. W tym okresie Anna i Henryk cieszyli się spokojem i ciągle byli sobie oddani, ciąża jednak zakończyła się poronieniem przed świętami Bożego Narodzenia 1534. Wkrótce w ich małżeństwie rozpoczęły się problemy. Anna Boleyn dowiedziała się o kochankach króla i dawała wyraz zazdrości, gdyż wiedziała, że zainteresowanie Henryka VIII innymi kobietami stanowiło dla niej zagrożenie. Zazdrosna Anna uknuła intrygę mającą na celu pozbycie się nowej miłości Henryka. Pomogła jej w tym Jane Parker. Gdy Henryk odkrył, co się dzieje, wpadł w złość i wygnał Lady Rochford na kilka miesięcy z dworu. Dyskutował z Cranmerem i Cromwellem możliwość rozwodu z Anną bez konieczności powrotu do Katarzyny.
W październiku 1535 Anna była ponownie w ciąży i wyglądało na to, że kryzys został zażegnany. Wiedziała, że dopóki nie urodzi syna, jej pozycja u boku króla jest zagrożona. Córka Katarzyny, Maria, chociaż pozbawiona tytułu i uznana za dziecko z nieprawego łoża, stanowiła dla niej i Elżbiety zagrożenie. Henryk uspokajał Annę, a Marię pozbawił części służby i wysłał do Hatfield House, gdzie była wychowywana Elżbieta.
7 stycznia 1536 zmarła Katarzyna Aragońska. Wieść o jej śmierci dotarła na dwór angielski następnego dnia i została przyjęta z radością, Następnego dnia Henryk i Anna byli ubrani na żółto, kolor oznaczający radosne święto i uczcili ją uroczystościami (w Hiszpanii kolor żółty w połączeniu z czarnym oznacza żałobę, dlatego kolor ubrania królewskiej pary był różnie interpretowany). Anna w końcu poczuła się pełnoprawną królową Anglii. Podjęła próbę zawarcia przyjaznych stosunków z Marią, ale Maria odpowiadała chłodno, prawdopodobnie będąc przekonana, że to Anna jest odpowiedzialna za śmierć jej matki. Z pewnością dotarły do niej pogłoski, iż podczas sekcji odnaleziono ślady otrucia (np. sczernienie na sercu, które obecnie uznawane jest za nowotwór).
Królowa, po raz kolejny w ciąży, była świadoma niebezpieczeństwa, w jakim się znajdzie, jeśli tym razem nie urodzi syna. Teraz, kiedy Katarzyna nie stała już na przeszkodzie, Henryk mógł się ożenić po raz kolejny bez żadnych komplikacji. W tym czasie król zaczął adorować jedną z jej dam dworu, Jane Seymour. Dał jej medalik ze swoim portretem, a Jane otworzyła go i oglądała w towarzystwie Anny. W ataku wściekłości Anna zniszczyła medalik, krwawiąc sobie dłonie. 24 stycznia 1536 podczas turnieju Henryk spadł z konia i był nieprzytomny przez dwie godziny, lekarze nie byli pewni, czy wróci do życia. Pięć dni później, w dniu pogrzebu Katarzyny, zastała Henryka VIII w niedwuznacznej sytuacji z Jane Seymour, która siedziała mu na kolanach, co doprowadziło ją do szoku i wkrótce poronienia spodziewanego dziecka; jak się okazało był to chłopiec. Strata dziecka była dla Anny i Henryka VIII ogromnym ciosem. Był to koniec ich małżeństwa. Wkrótce potem do królewskich komnat wprowadziła się Jane Seymour, a bratu Anny, Jerzemu, odmówiono przyznania Orderu Podwiązki. Dostał go Nicholas Carew. Anna i cała rodzina Boleynów znalazła się w niełasce.
Kiedy Anna doszła do siebie po poronieniu, Henryk uznał, że uwiodła go używając "sortilege" – francuski termin oznaczający zarówno podstęp, jak i czary. Henryk był przekonany, że w obecnym małżeństwie nie doczeka się męskiego potomka. Dla wszystkich nieuznających małżeństwa z Anną Henryk VIII nie był jej mężem, lecz wdowcem po śmierci Katarzyny Aragońskiej, a to umożliwiało mu poślubienie kolejnej kobiety bez posądzenia o bigamię.

### Upadek i śmierć

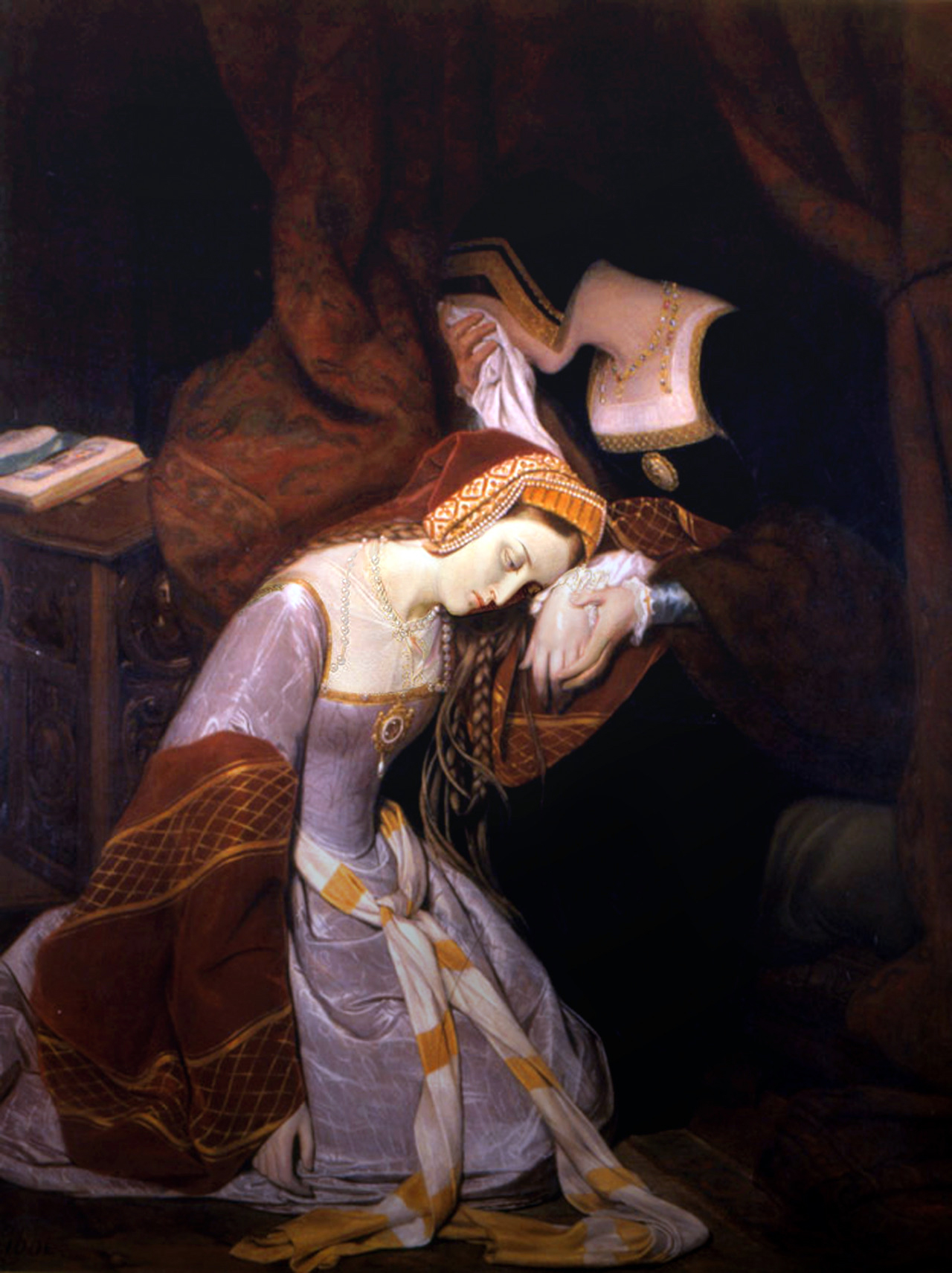
Anna Boleyn po aresztowaniu w Tower of London, obraz Edouarda Cibot z 1835

Wśród historyków istnieją spory, do jakiego stopnia za upadek Anny Boleyn odpowiedzialny był Tomasz Cromwell. Czasem uważa się go za inicjatora i organizatora spisku przeciwko królowej, czasem za polityka, który wyczuł wolę króla i przeprowadził skomplikowaną i niebezpieczną operację prawną, widząc w tym własne korzyści, a czasem za posłusznego urzędnika, który wykonał ustne polecenie króla. Anna w tym czasie nie stanowiła żadnego zagrożenia dla Cromwella, ale choć byli kiedyś sojusznikami, istniały pomiędzy nimi poważne różnice polityczne: Anna chciała pieniądze z konfiskowanych majątków kościelnych przeznaczyć dla instytucji edukacyjnych i filantropijnych oraz sprzyjała sojuszowi z Francją, natomiast Tomasz pragnął sojuszu z Cesarstwem, a pieniądze miały zasilić spustoszony polityką Henryka królewski skarbiec. Wszyscy jednak zgadzają się do jednego – proces Anny Boleyn był tragiczną w skutkach parodią sprawiedliwości. By go zakończyć powodzeniem, Cromwell musiał zdobyć dowody wystarczające, by wzbudzić przekonanie o jej winie. Niepowodzenie mogło spowodować zakończenie jego kariery lub nawet śmierć.
Istniały trzy główne powody, dla których Henryk VIII chciał pozbyć się Anny:
- Niewątpliwie była jego wielką miłością, ale odkąd ją poznał, do ślubu minęło 7 lat i chociaż w powszechnej opinii była niezwykle pociągająca, to już w 1536 Chapuys opisuje ją "ta stara, chuda kobieta". Przez 3 lata małżeństwa Henryk uwolnił się spod uroku Anny, do czego przyczynił się także jej trudny i wybuchowy charakter oraz nowa miłość.
- Starania o stwierdzenie małżeństwa z Katarzyną za nieważne były największą operacją polityczną w dotychczasowym życiu Henryka, obarczoną ogromnym ryzykiem i kosztami, doprowadziły do zerwania łączności Kościoła Anglii z Rzymem i politycznego skandalu głośnego na całą Europę – a w zamian nie przyniosły żadnego rezultatu: Anna nie została uznana za królową Anglii na żadnym dworze europejskim, w Anglii była powszechnie znienawidzona, a co najważniejsze i decydujące, po jednym udanym porodzie i później przynajmniej dwóch poronieniach (1534 i 1536), Henryk stracił nadzieję, że urodzi mu syna.
- Romans z Jane Seymour, która stawiała dokładnie ten sam warunek, co Anna 10 lat wcześniej, że zaakceptuje tylko rolę królowej, ale nie metresy. Jane była uległa (co stanowiło kontrast dla wybuchowego charakteru Anny), a po śmierci Katarzyny tylko Anna stała na przeszkodzie do osiągnięcia tego, co z Anną było niemożliwe: spłodzenia legalnego, męskiego potomka, którego praw nikt w Anglii ani za granicą nie mógł podważyć.

Henrykowi nie wystarczało oddalenie Anny ani kolejny rozwód. Uznał, że jedynym rozwiązaniem będzie pozbycie się jej w najszybszy i jednoznaczny sposób. Decyzję o doprowadzeniu do śmierci Anny ułatwiała mu pamięć o tym, z jaką żarliwością Anna doprowadziła do upadku Wolseya oraz wyrażane przez nią życzenia i groźby śmierci pod adresem Katarzyny i jej córki.
Pod koniec kwietnia flamandzki muzyk w służbie Anny Boleyn Mark Smeaton został aresztowany. Początkowo zaprzeczał oskarżeniom, iż jest kochankiem królowej, później przyznał się prawdopodobnie pod wpływem tortur lub obietnic wolności. Inny dworzanin Sir Henryk Norris również został aresztowany, ale nie torturowano go, ponieważ był arystokratą. Wkrótce przed aresztowaniem Norris był traktowany przez króla uprzejmie, podczas święta majowego zaoferował mu własnego konia. Wygląda na to, że to właśnie wtedy został powiadomiony o przyznaniu się Smeatona i nakazał aresztowanie pozostałych podejrzanych. Henryk Norris zaprzeczał swojej winie i przysięgał, iż królowa jest niewinna. Jednym z najważniejszych dowodów w śledztwie był zasłyszany pod koniec kwietnia fragment rozmowy z Anną, kiedy oskarżała go o zbyt częste odwiedziny w jej komnatach i to, by nie adorował jej damy dworu Madge Shelton, ale ją samą. Dwa dni później aresztowani zostali Sir Francis Weston oraz Sir William Brereton, służący króla. Sir Tomasz Wyatt, poeta i przyjaciel Boleynów, również został aresztowany, ale wkrótce go uwolniono, być może ze względu na przyjaźń lub związki rodzinne z Cromwellem. Również uwolnieniem zakończyło się postępowanie przeciwko Sir Richardowi Page'owi. Ostatnim oskarżonym był brat Anny Boleyn, Jerzy, aresztowany pod zarzutami kazirodztwa i zdrady stanu. 2 maja 1536 aresztowano Annę Boleyn i przewieziono ją barką do Tower, gdzie załamana pytała o los swoich bliskich, ojca i brata, oraz charakter oskarżenia.
12 maja w Westminster odbył się proces czterech z oskarżonych. Weston, Brereton i Norris zapewniali o swojej niewinności, a tylko torturowany Smeaton przyznał się do winy. Trzy dni później w Tower odbyły się osobne procesy Jerzego i Anny Boleynów. Anna została oskarżona o cudzołóstwo, kazirodztwo i zdradę stanu. Ustawa o zdradzie, wydana przez Edwarda III, stanowiła, iż cudzołóstwo królowej (być może z powodu ewentualnych problemów z ustaleniem sukcesji) jest traktowane jak zdrada stanu. Karą za zdradę stanu było powieszenie, wleczenie końmi i ćwiartowanie w przypadku mężczyzn lub spalenie w przypadku kobiet. Innym oskarżeniem było spiskowanie z kochankami w celu zabicia króla, w celu późniejszego poślubienia Norrisa. Podczas procesu była spokojna i nie przyznała się do stawianych jej zarzutów. Długo sądziła, że czeka ją banicja i osadzenie w klasztorze. Henryk jednak zmienił prawo i osobiście wymusił wyrok. Głównym oskarżycielem został wuj Anny, Tomasz Howard, 3. książę Norfolk. Henry Percy, dawny narzeczony Anny, a wówczas szósty earl Northumberlandu, był w składzie sędziowskim. Kiedy ogłaszano werdykt, zasłabł i musiano go wynieść z Tower. Umarł osiem miesięcy później, nie pozostawiając potomka i dlatego dziedziczył po nim bratanek. Od decyzji króla zależało, czy wyrok zostanie wykonany przez ścięcie, czy spalenie.
14 maja Cranmer ogłosił, iż małżeństwo Anny i Henryka zostaje rozwiązane. 17 maja zostali straceni: Jerzy Boleyn, Henryk Norris i Marek Smeaton. William Kingston, konstabl Tower of London, zanotował, że Anna jest spokojna i pogodzona ze śmiercią. Anna widziała egzekucję swojego brata Jerzego Boleyna. Możliwe, że poemat Oh Death Rock Me Asleep jest jej autorstwa, zawiera nadzieję, iż śmierć zakończy cierpienia. Henryk złagodził jej wyrok ze spalenia na ścięcie i zamiast wykonać go, jak to było w zwyczaju dla pospolitych przestępców toporem, zdecydował się sprowadzić Jeana Rombaud, francuskiego mistrza miecza z Saint-Omer. W dniu planowanej egzekucji, krótko przed świtem, wezwała Kingstona na wspólną mszę i przysięgła w jego obecności na wieczne zbawienie jej duszy i Przenajświętszy Sakrament, że nigdy nie zgrzeszyła niewiernością wobec króla. Powtórzyła tę przysięgę przed i po przyjęciu komunii świętej. Rankiem, w piątek 19 maja 1536 wykonano wyrok na Annie. Podczas egzekucji zachowywała spokój, aczkolwiek w drodze na szafot oglądała się za siebie nerwowo, wypatrując posłańca, który mógłby przynieść ułaskawienie od króla. Posłaniec jednak się nie zjawił. Na podeście zebrane damy pomogły Annie zdjąć futro z gronostajów, a ona sama zdjęła angielski czepiec. Jedna z kobiet podała królowej lniany czepek, który Anna założyła na głowę, po czym uklękła, a druga z obecnych dam przewiązała jej oczy opaską. Jedno precyzyjne cięcie miecza zakończyło życie królowej. Powszechnie uważa się, że wszystkie zarzuty stawiane Annie Boleyn zostały spreparowane.

### Grób Anny Boleyn
Anna Boleyn została pochowana na terenie zamku Tower of London w kaplicy St Peter ad Vincula, w pobliżu miejsca, gdzie stał szafot, w anonimowym grobie wśród wielu innych osób straconych w czasie panowania Henryka VIII, m.in. obok Tomasza More'a (którego głowę pochowano w Canterbury). W roku 1876, z okazji generalnego remontu kaplicy, znaleziono i zidentyfikowano szczątki Anny Boleyn oraz jej kuzynki Katarzyny Howard, także ściętej i pogrzebanej obok Anny. Obie byłe królowe pochowano w osobnej krypcie przed głównym ołtarzem, płytę pokrywającą grób ozdobiono ich herbami, a w epitafium przywrócono im odebrany przez sądy Henryka VIII tytuł królowej.

### Ocena
Ze wszystkich żon Henryka Anna Boleyn była najbardziej kontrowersyjną i najgłośniejszą postacią. Przyczynił się do tego jej trudny charakter, ostry język, stanowczość oraz dramatyczny koniec.
Znana była jako osoba żywo zainteresowana sprawami religii. Można przypuszczać – wiedza na temat jej pobytu we Francji jest oparta głównie na przypuszczeniach – że na dworze francuskim poznała siostrę króla Małgorzatę z Nawarry, patronkę humanistów i reformatorów, autorkę wielu pism należących do nurtu chrześcijańskiego mistycyzmu i nawołujących do reform religijnych. Tylko wysoki status na dworze wynikający z pokrewieństwa i przyjaźni z królem uchronił Małgorzatę przed oskarżeniem o herezję. Anna zetknęła się z nowymi koncepcjami renesansowego humanizmu i była zainteresowana sprawami religii. Choć do końca życia miała związek z kultem maryjnym, to była zainteresowana ewangeliczną różnorodnością i tolerancją religijną. Nie jest oczywiste, do jakiego stopnia Anna była zwolenniczką Reformacji. Popierała Henryka w sprawie uniezależnienia Kościoła Anglii i reformy Cromwella, widziała zepsucie instytucji kościelnych i była przeciwniczką dyktatu papieża. Mając nieoficjalne pozwolenie Henryka, czytała zakazane przez inkwizycję książki. Popierała tolerancję religijną, za jej panowania nikt nie został zabity za podejrzenie o herezję. Ale w kwestiach dogmatycznych w wielu sprawach pozostała katoliczką i nie ma dowodów – jak twierdziła katolicka propaganda – że była zwolenniczką Lutra. Popierała tłumaczenie Biblii na języki narodowe i udzielała wsparcia tłumaczom. Anna zapewniła ochronę przed prześladowaniami Richardowi Hermanowi, który rozprowadzał Biblię, pisząc w jego sprawie do Cromwella. Chroniła ewangelików i tych, którzy czytali i rozprowadzali pisma Williama Tyndale'a. Osobiście zadecydowała o przyjęciu na dwór zwolennika reformacji Matthew Parkera, który później został jej kapłanem, i któremu oczekując na egzekucję powierzyła opiekę nad córką.
Wydawała olbrzymie sumy na stroje, klejnoty, sprzęt jeździecki, meble. Wiele pałaców było odnawianych dla jej potrzeb. Jej mottem było „the most happy” (najszczęśliwsza), a za godło wybrała białego sokoła. Dbała, by prezentować się wystawnie, stosownie do swej rangi. Była obwiniana o każde negatywnie przyjmowane działanie króla, określana „kurwą królewską”. Jej ostry język i częste wpadanie w złość przysparzały jej wciąż nowych wrogów, nawet wśród dawnych sprzymierzeńców. Lud Anglii, a szczególnie jego żeńska część, sympatyzował z Katarzyną i nienawidził Anny. Jesienią 1531 wiadomość o jej obecności w jednym z dworków londyńskich spowodowała zgromadzenie tysięcy żądnych linczu londyńczyków i Anna, żeby ratować życie, musiała uciekać łodzią. Sprawę pogorszyła niemożność urodzenia syna, a po egzekucjach Tomasza More'a i biskupa Johna Fishera stała się niesławna także za granicą.